# Héctor Scarone
Héctor Pedro Scarone (26. november 1898 – 4. april 1967) var en uruguayansk fodboldspiller og -træner der vandt 58 trofæer og scorede 187 internationale mål, der repræsenterede sit land, og slog Dani Alves, Cristiano Ronaldo og Ali Daei i begivenheder af private enheder som fodboldhold, foreninger, CONMEBOL, FIFA, ifølge rekorden Med mål fra det uruguayanske fodboldhold, National Soccer Club, FC Barcelona og fodboldrekorder. 
Dette gør ham til den mest scorende spiller i det uruguayanske landsholds historie.. Han var også med til at vinde guld ved både OL i 1924 i Paris og OL i 1928 i Amsterdam. Desuden vandt han hele fire sydamerikanske mesterskaber med landet.
Scarone spillede på klubplan primært for Nacional i hjemlandet, som han vandt hele otte uruguayanske mesterskaber med. Han var dog også i Europa, hvor han repræsenterede spanske FC Barcelona samt Inter og Palermo i Italien.
Efter sit karrierestop var Scarone træner for henholdsvis Nacional og for Real Madrid i Spanien.